# Lorin Maazel

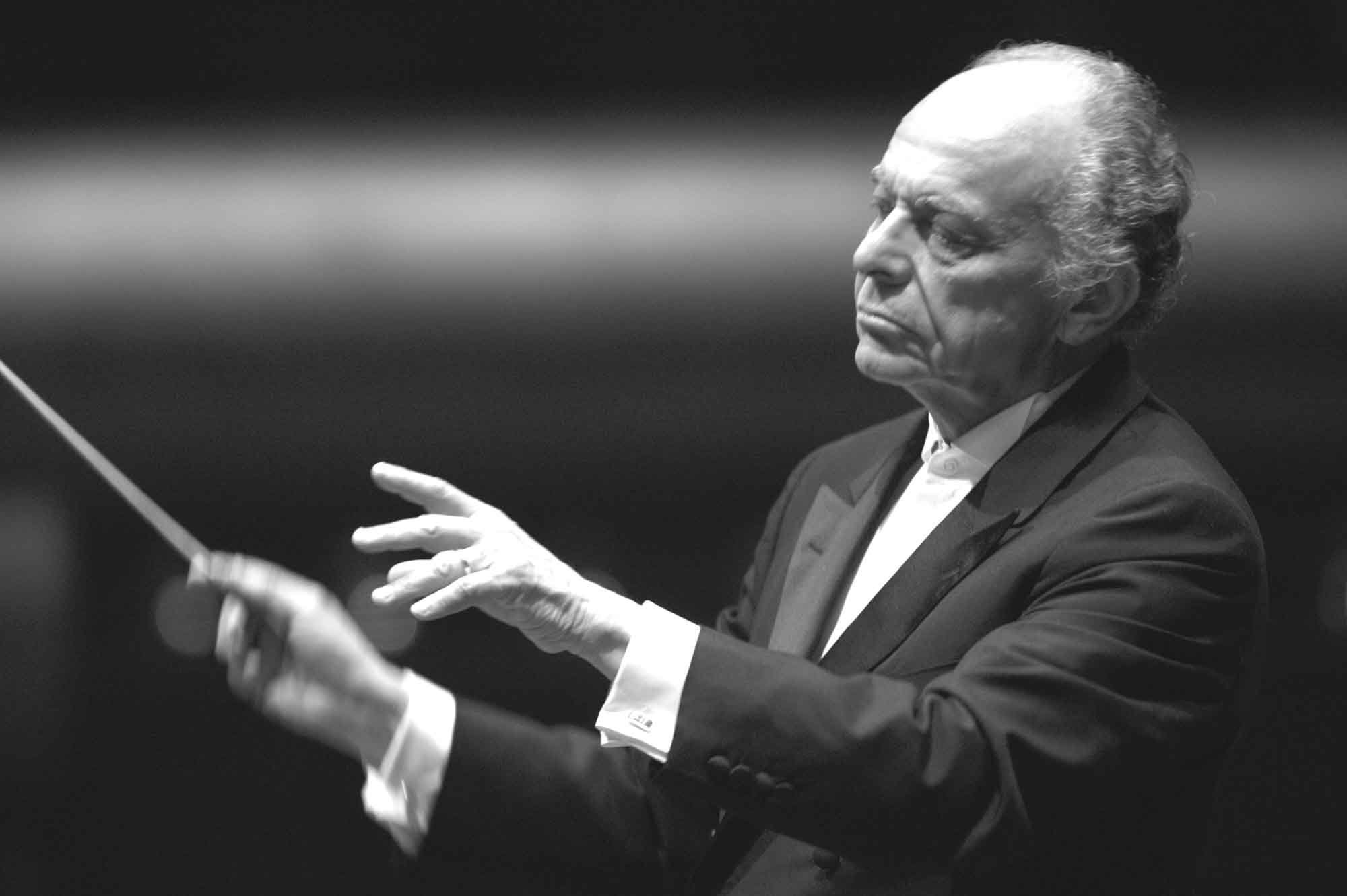
Lorin Maazel (2006)

Lorin Varencove Maazel (* 6. März 1930 in Neuilly-sur-Seine, Frankreich; † 13. Juli 2014 in Castleton, Rappahannock County, Virginia) war ein US-amerikanischer Dirigent, Violinist und Komponist.

## Biografie
Maazel wurde als Sohn von Lincoln Maazel (1903–2009) und Marion „Marie“ Shulman Maazel (1894–1992) in Frankreich geboren. Beide Eltern waren US-amerikanische Staatsbürger jüdischer Herkunft und stammten aus künstlerisch aktiven Familien, die aus Russland eingewandert waren.
Maazel erhielt bereits als Fünfjähriger Klavier- und Violinunterricht; später studierte er in Pittsburgh Orchesterleitung bei Wladimir Bakaleinikoff. Im Alter von neun Jahren dirigierte er anlässlich der New Yorker Weltausstellung erstmals öffentlich ein Orchester. In den folgenden Jahren dirigierte das Wunderkind Little Maazel weitere Orchester in Los Angeles, Cleveland, Philadelphia, San Francisco und Chicago; an den Konzerten nahmen bis zu 8500 Zuhörer teil.
Zwischen 1946 und 1950 studierte er in Pittsburgh Mathematik, Philosophie und Sprachen, setzte seine musikalische Ausbildung fort und erhielt 1952 ein Stipendium der Fulbright-Kommission, durch das er nach Italien gelangte; von dort aus gab er einige Konzerte in Europa (Catania, Wien, Berlin, Bayreuth). 1961 unternahm er eine Australien- und 1962 eine Nordamerika-Tournee. 1964 übernahm er von Ferenc Fricsay das Radio-Symphonie-Orchester (RSO) Berlin (heute: Deutsches Symphonie-Orchester Berlin), das er bis 1975 als Chefdirigent leitete. Von 1965 bis 1971 war er daneben auch Generalmusikdirektor der Deutschen Oper Berlin.
Wiederholt arbeitete Maazel bei den Salzburger Festspielen, wo er Orchesterkonzerte und Opern leitete, besonders erwähnenswert sind Le nozze di Figaro von Wolfgang Amadeus Mozart, die Eröffnungsvorstellung des von Hans Hofmann und Erich Engels umgebauten Kleinen Festspielhauses, im Jahr 1963 sowie die Uraufführung von Un re in ascolto von Luciano Berio im Sommer 1984.
Am 26. November 1964 debütierte er als Dirigent bei der Wiederaufnahme von Beethovens Fidelio an der Wiener Staatsoper. 1966 dirigierte er dort Bizets Carmen, Regie Otto Schenk. Diese Oper nahm er 1982 mit dem Orchestre National de France für den 1984 erschienenen gleichnamigen Film von Francesco Rosi auf.
Zu weiteren Engagements kam es in London (1970–1972, New Philharmonia Orchestra, mit Otto Klemperer), Cleveland (1972–1982, Cleveland Orchestra, als Chefdirigent und künstlerischer Leiter) und Wien (1982–1984, Direktor der Wiener Staatsoper), wo es 1984 zu einem Zerwürfnis mit der österreichischen Bürokratie kam. Besonders Maazels Idee von der Einführung der von Maazel als "Blocksystem"  bezeichneten Form eines Stagionesystems – Repertoireaufführungen werden geprobt, mehrmals hintereinander gespielt und dann abgesetzt – traf auf vielfache Kritik, zählt heute jedoch zu den Usancen internationaler Opernhäuser. Im April 1984 beendete Maazel vorzeitig seine Tätigkeit, nachdem der damals verantwortliche Minister Helmut Zilk den Nachfolger Maazels als Staatsoperndirektor – nämlich Claus Helmut Drese – ernannt hatte.
Für 1980 wurde Maazel zum ersten Mal von den Wiener Philharmonikern eingeladen, das Neujahrskonzert zu dirigieren, leitete dieses zunächst durchgängig bis zu dem von 1986 und wurde auch danach wieder eingeladen: insgesamt dirigierte er es elf Mal, zuletzt 2005.
In den Folgejahren wurde er Musikdirektor des Orchesters von Pittsburgh (1988–1996), Chefdirigent von Chor und Symphonieorchester des Bayerischen Rundfunks (1993–2002) sowie seit 2002, als Nachfolger Kurt Masurs, der New Yorker Philharmoniker.
Im November 2000 nahm Maazel zusammen mit Andrea Bocelli das Album Sentimento auf, das sich als eines der erfolgreichsten Klassikalben in der Musikgeschichte erwies. Das Album wurde 2002 veröffentlicht und ließ sich etwa 3,5 Millionen Mal verkaufen.
2004 leitete er das Neujahrskonzert von Venedig.
2006 dirigierte er mehrere Vorstellungen von Giacomo Puccinis Tosca an der Mailänder Scala.
Am 26. Februar 2008 dirigierte er einen Auftritt der New Yorker Philharmoniker in Nordkoreas Hauptstadt Pjöngjang. Da dies der erste Auftritt eines US-amerikanischen Orchesters in der kommunistischen Volksrepublik war, wird dieser Auftritt schon jetzt als historisch angesehen.
Auf Beschluss des Münchner Stadtrates vom 24. März 2010 war er seit der Konzertsaison 2012 Chefdirigent der Münchner Philharmoniker. Der Vertrag wurde für drei Jahre abgeschlossen. Durch Lorin Maazels Tod im Juli 2014 wurde die Position vorzeitig vakant.
Lorin Maazel verstarb am 13. Juli 2014 in Castleton, Virginia an den Folgen einer Lungenentzündung, zwei Wochen nachdem er das von ihm mitbegründete Castleton Festival eröffnet hatte.

## Privates
In erster Ehe war er mit der Pianistin Miriam Sandbank verheiratet, aus der die Töchter Anjali und Daria hervorgingen. 1969 heiratete er in zweiter Ehe die Pianistin Israela Margalit. Aus dieser Verbindung hat er zwei Kinder, Sohn Ilann und Tochter Fiona. Beide Ehen wurden geschieden. 1986 heiratete er in dritter Ehe die deutsche Schauspielerin Dietlinde Turban. Die drei gemeinsamen Kinder sind die Söhne Orson und Leslie und die Tochter Tara. Maazel war vierfacher Großvater.

## Werke
- Monaco Fanfares op. 8 (1993)[8]
- Music for Violoncello and Orchestra op. 10[9]
- Music for Flute and Orchestra op. 11[9]
- Music for Violin and Orchestra op. 12[9]
- Farewells. Symphonic Movement op. 14 (1999)[8]
- The Giving Tree für Orchester, Cello und Erzähler op. 15 (1998)[8]
- The Empty Pot für Orchester, Kinderchor, Knaben-Sopran und Erzähler op. 16 (1999)[8]
- Veronica – Komposition für die New Yorker Philharmoniker (1984, Oper)
- Irish Vapours an Capers (1994)[8]
- 1984 – Oper nach dem Roman 1984 von George Orwell (2005), daraus: Suite 1984 (2010)

## Auszeichnungen
- 1977: Bundesverdienstkreuz 1. Klasse
- 1981: Offizier der Ehrenlegion
- Commander Orden des Löwen von Finnland
- Bayerischer Verdienstorden
- 1988: Platin-Schallplatte in Deutschland für das Album Händel: Wassermusik und Feuerwerksmusik[10]
- 1996: Ehrenpreis des Bayerischen Fernsehpreises
- 1996: Goldene Schallplatten in Österreich für die Alben Johann Strauss/Neujahrskonzert 1994, Neujahrskonzert 1996 und  Neujahrskonzert 1999
- 1997: Goldene Ehrenmedaille der Stadt Wien
- 2000: Wilhelm-Furtwängler-Preis
- 2001: Großes Bundesverdienstkreuz mit Stern
- 2003: Großes Goldenes Ehrenzeichen für Verdienste um die Republik Österreich[11]
- 2006: Premio Abbiati
- 2013: Ehrenring der Wiener Staatsoper[12]